# Rodolfo Grandi
Rodolfo Grandi (Tuenno, 12 marzo 1880 – Tuenno, 16 ottobre 1954) è stato un avvocato e politico italiano.
Fu deputato alla Dieta di Innsbruck, al Parlamento di Vienna e alla Camera dei deputati del Regno d'Italia durante la XXVI legislatura.